# Han Zheng
Han Zheng (en xinès tradicional: 韓正; en xinès simplificat: 韩正; en pinyin: Hán Zhèng )(Xangai 1954) polític xinès, un dels set membres del Comitè Permanent del Politburó del Partit Comunista de la Xina (2017-). Un dels quatre viceprimers ministres del Govern xinès (19.3.2018). A partir del 10 de març de 2023 Vicepresident de la República Popular Xinesa.

## Biografia
Han Zheng va néixer l'abril de 1954 a Xangai, en una família originaria de la ciutat de Cixi a la província de Zhejiang al sud-est de la Xina. Durant la Revolució Cultural (1972.1975) va ser un dels joves enviats a una granja col·lectiva de Chongming.
Entre 1975 i 1980 va ser secretari adjunt de la Lliga Juvenil Comunista Xinesa.
Les primeres experiències laborals les va desenvolupar en una empresa d'instal·lació d'ascensors a Xuhui (Xangai) en el departament de subministrament i màrqueting i com a administratiu en la "Xangai Chemical Equipment Industry Co. Ltd" (1980-82)
Va estudiar a la Universitat Fudan de Xangai (1983-1985), a la Universitat Normal de la Xina Oriental (1985-87) on posteriorment es va graduar en economia política i relacions internacionals (1994-96).
Va ingressar al Partit Comunista Xinès l'any 1979. Políticament ha estat vinculat a l'expresident Jiang Zemin i se'l considera membre del "Grup de Xangai".

## Càrrecs ocupats
Des de 1980 la seva carrera política la va desenvolupar a Xangai on ha ocupat diferents llocs de responsabilitat, inicialment en càrrecs del Partit a l'Oficina de la Indústria Química (1982-86), a l'escola Tècnica Superior d'Enginyeria Química (1986-87), a la fàbrica de sabates de goma (1987-88) i a la planta de cautxú Dazhonghua (1988-90). Posteriorment va ser Secretari Adjunt del Govern Popular Municipal, cap del districte de Luwan, vicealcalde (1998) fins a ser nomenat l'alcalde l'any 2003, quan tenia 48 anys el que va significar ser l'alcalde més jove de la història de la ciutat, càrrec que va ocupar fins al 2012.
Des del 19è Congrés Nacional del Partit comunista de la Xina (octubre de 2017) és un dels set membres del Comitè Permanent del Politburó. Anteriorment va ser membre del Comitè Central (17è i 18è Congrés).